# Monomontia rugosa
Monomontia rugosa is een hooiwagen uit de familie Triaenonychidae.